# メイリ
メイリ（Meiri、美梨、12月21日 - ）は、日本のグラビアアイドル、女優。北海道岩見沢市出身。旧名義にメイリ・マロンフィール、水沢めいがある。
アイドルユニット「アフィリア・サーガ・イースト」や「clip clip」の元メンバーでもあり、セルワールドエンタテイメントやゼロイチファミリアを経て、2023年現在はフリーランスで活動中。

## 経歴

### アイドルデビューから舞台活動へ
小学校高学年の頃、モーニング娘。への憧れをきっかけとして芸能界を目指す。高校時代から演技、ナレーション、ダンス、歌などを習っており、旅行雑誌のモデルを務めたり地元のCMやラジオ番組にも出演したりしていたが、グラビアもやってみたいと思っていたところ、高校からアクターズスタジオ北海道を経てセルワールドエンタテイメントにスカウトされて上京し、所属していた。
当初はメイリ・マロンフィール名義や水沢めい名義を用い、2009年4月から2013年2月まではアフィリア・サーガ・イースト、2013年4月から2016年8月まではclip clipのメンバーとしてそれぞれ活動していた。それらと同時期には舞台活動にも注力しており、東京芸術劇場にて開催された舞台『悪ノ娘〜凄艶のジェミニ〜』に水沢めい名義で、博品館劇場にて開催された舞台『ダウト！国立公安女子校』にメイリ名義で、池袋シアターグリーンにて開催された舞台『PIRATES OF THE DESERT』にメイリ名義で、SHIBUYAエンタメ☆ステージにて開催された対戦型即興劇『アクトレース』にメイリ名義で、アクアスタジオにて開催された舞台『100℃っとハウス』にメイリ名義で、しもきた空間リバティ（現：サンガイノリバティ）にて開催された即興舞台『こんなはずじゃなかった。〜Guリーグバトル2〜』にメイリ名義で、それぞれ登壇していた。

### グラビアアイドルデビューから活動休止を経てフリーランスへ
アイドル活動や舞台活動と並行してグラビアアイドルデビューを果たすと、当時はJカップだったバストサイズを謳い、水沢めい名義でのDVDを2枚発売していた。また、水沢めい名義やメイリ名義でのデジタル写真集を多々配信していたほか、clip clipを卒業してからしばらくの期間はグラビアアイドルとOLを兼業する形で活動していたが、縁あってゼロイチファミリアへの正式所属やグラビアアイドルへの専念を決意し、アイドル時代のファンを対象として自らスタジオを予約し、スタッフも知人に頼んでやってもらうなどのオフ会や撮影会を始めた後、2017年11月に正式所属を果たして同月22日にはメイリ名義での初のDVD『メイリが教えてあげる』を発売した。なお、同DVDはバリ島にて撮影されたが、胸元がリボン結びになっている水着の紐をセクシーに解こうとしたところ、乳房の重みでブラジャーが勢いよく弾けたうえ、ニップレスも外れて「ポロリ」をしてしまったという。
2018年8月4日には、アイドル活動当時に第1回から登壇し続けていた音楽イベント『TOKYO IDOL FESTIVAL』の併催イベント『TOKYO GRAVURE IDOL FESTIVAL 2018 トークの部』に登壇し、グラビアアイドルとして復帰できたことへの嬉しさを述べた。なお、同日夜には深夜バラエティ番組『ゴッドタン』（テレビ東京）に大喜利企画「オオギリッシュNIGHT」の審査員の1人として出演している。
2019年2月18日には、男性向け週刊誌『週刊プレイボーイ』同年3月4日号（集英社）にて、川崎あやら当時のゼロイチファミリア所属タレント11名と共に、同誌史上初の試みとなるグラビア全ページジャックに参加した。
2019年9月19日には、バラエティ番組『ニンゲン観察バラエティ モニタリング』 (TBS) のドッキリ企画「もしも美女に『サンオイルを塗って』とお願いされたら…塗っちゃう？塗らない？」に仕掛け人の1人として登場し、芸能人新婚夫婦の夫を誘惑する妖艶な姿がインターネット上にて話題となった。ターゲットたちのうち、JOYには頑なに拒否されたが、アレクにはセクシーグラビアポーズを要求されるなど、一応の成功を収めている。
2019年11月16日・11月17日には、台北にて開催されたアイドルイベント『3D LIVE Revolution』に登壇し、総合司会や単独ライブを務めた。このためにも、中国語の勉強を頑張っていたという。また、帰国後の同年11月22日にはDVD『ゆるふわメイリのスパルタレッスン』（イーネット・フロンティア）を発売した。それまで解禁していなかった泡ブラと花ブラを解禁したが、撮影の際に泡がズレてきたり垂れてきたりするなどのハプニングも起こったという。
2020年2月11日には、大田区総合体育館にて開催されたキックボクシングイベント『KNOCK OUT CHAMPIONSHIP.1』に、ラウンドガールの1人として登壇した。また、同年9月13日に後楽園ホールにて開催された『KNOCK OUT CHAMPIONSHIP.2』にも、ラウンドガールの1人として登壇した。
2020年には映画への出演も果たしており、『じょりく!』（7月31日公開、監督：大橋孝史）と『とんかつDJアゲ太郎』（10月30日公開、監督：二宮健）に、それぞれ主要な役回りではないものの出演している。
2021年6月17日には、インターネット通信販売のみで初のフォトブック『MRCI MRCI』（イマコレ）を発売した。
2021年8月3日には、体調不良による活動休止に入ることを自身のTwitter（現・X）にて報告し、東京や大阪、福岡にて予定していた撮影会をキャンセルしていた。その後、同年8月27日には月末でゼロイチファミリアを退所してその後はフリーランスで活動することを、自身のTwitterにて報告した。なお、ゼロイチファミリアからは「これからも応援している」と言ってもらえて嬉しかったという。

### フリーランスとして
2022年2月16日には、エスティームのアパレルブランド「overE」のモデルに就任した。何年も前からフォローしているブランドだったため、嬉しかったという。
2022年2月20日には、フリーランスとなって初（メイリ名義では9枚目）のDVD『メイリとしたい8つのコト』（アイドルワン）を発売した。それゆえ、事前の打ち合わせの際には衣装の要望を出すなど気合いを入れており、ニップレス系の衣装や透け透け衣装なども初めて着用したほか、踏み込んだ設定や8つのシチュエーションを導入するなど、不退転の決意で作品作りをしたという。
2022年5月5日には、宮益坂十間スタジオギャラリーにて開催された写真展『グラドル×Princess写真展♡︎』のプロデュースを担当し、マイクを手にしての解説も担当した。
2022年6月22日には、新宿スターフィールドにて開催された朗読舞台『Greif4』に、今回からの新キャストの1人として登壇した。また、同年8月4日にはコフレリオ新宿シアターにて開催された舞台『篝火に浮かぶ鬼灯』にも、キャストの1人として登壇した。なお、後者は（グラビアアイドルへの専念後）初の本格的舞台出演作品でもある。
2022年8月29日には、グラビアデビュー5年にして初の写真集『まいにちメイリ』（双葉社）にて、セミヌードを初披露した。それまでも手ブラはDVDにて衣装を交えながら披露していたが、全裸で披露したのは今回が初であり、同様に全裸で尻を披露したのも今回が初である。撮影は同年春に東京都内や静岡県の旅館などにて行っており、人前にて全裸で尻を披露したのも今回が初だったうえ、旅館には一般客も宿泊中だったことから、さすがに恥ずかしかったという。なお、同写真集の自己採点については「90点」と評しているが、これは初めてでわからないことも多々あったので成長の余地を残したほか、次回はもっと色々なシチュエーションで撮影してみたいとの伸びしろも含めての点数であると述べている。また、ファンには改めて同写真集を発売できたことも含めて深謝を述べているほか、同写真集が売れに売れて第2弾を望まれたら、乳首の解禁を検討するかもしれない旨も述べている。
2022年10月29日には、初の2023年版壁掛けカレンダー（わくわく製作所）を発売した。3月・4月用の学校シチュエーションの写真には、2022年10月20日に発売したDVD『スクールラブ』の撮影時にも履いた私物の上履きを投入してセクシーさを出すなど、こだわったという。
2023年1月14日には、初のトレーディングカードが発売された。
2023年3月31日には、LINE CUBE SHIBUYAにて開催された『アフィリア15周年記念 ワンマンライブ』にOGメンバーの1人であるメイリ・マロンフィールとして登壇した。
2023年5月5日には、新規に結成したアイドルグループ「ギャンビーノ×2」（ギャンビーノギャンビーノ）のメンバーとして、3年ぶりのアイドル活動を開始した。
2023年5月31日には、13枚目のDVD『貴方のものにして』（スパイスビジュアル）にて、シースルーエプロンにデザインニップレスのみの姿のバストを初解禁したほか、花嫁姿を初披露した。なお、同年7月8日に開催された発売記念イベントでは同作品や「ギャンビーノ×2」の紹介を行ったほか、花嫁姿にちなんで「5年以内には結婚したい」との願望も明かしている。
2023年10月15日には、同日に開催された「ギャンフェスvol.6」をもって「メンバーのスケジュール調整が困難になった」との理由から、ギャンビーノ×2としての活動を終了した。
2025年6月13日には豊洲PIT『TREND GIRLS FESTIVAL』内で行われたドレスメーカー「Tika」ファッションショーに出演。

## 人物
- 趣味は、美容、読書、勉強[118]。
- 特技は、ダンス、振り付け、リンボーダンス[118]。
- 胸は高校入学時点でDカップと大きかったうえ、毎年2カップずつ大きくなっていったという[49][119]。小学生の頃から「巨乳になるしかない」と思い、中学生ぐらいからは毎日豆乳を飲んだり巨乳になるストレッチをしたりしたほか、自身は巨乳と思い込むイメージトレーニングを毎晩していたという[49]。なお、頭髪の地毛がクセ毛かつ茶髪であることから、入学時には親が染めていないとの旨を先生に言っていたという[113]。
- 撮影時には下乳を全開することでも知られており[120]、「下乳グラドル」[121]、「下乳クイーン」[122]、「下乳の神」[92]、「童貞殺しの下乳」などと称されている[123]ほか、透き通るような色白美肌と柔らかな肉体美も特徴と評されている[124]ことから、「白肌マシュマロボディー」[125]や「色白道産子グラドル」[81]とも称されている。下乳をセールスポイントとし始めたのはOL時代にグラビアに目覚めた頃であり、本当に巨乳でないとできないことから他人との差別化を図れるうえ、その柔らかさが下乳から伝わりやすいかなと思ったという[52]。また、きちんとマッサージしてほぐす、入浴時以外は必ずブラジャーを着用するなど、ケアにも気をつけているという[52][注 19]。
- セールスポイントには尻も挙げており[28]、インターネット配信番組『モヤさまネット・オリコンツ』にゲスト出演した際には、三村マサカズ（さまぁ〜ず）に水着姿で尻が揺れる様子を「芸術的な揺れだ！」と評されたほか、そのことからも「Iカップ尻ドル」と称されている[126]。色白美肌には擦れ跡のような色素沈着が起きやすいため、尻にも下乳と同様のケアを怠っておらず、直接床に座らないようにしているほか、エステティックサロンでは普通は顔に処置するレーザーを尻にも処置するなど、身体のケアに月20 - 30万円はかけているという[52]。
- フリーランスでの活動については、自分の基準で仕事を決められるので、幅も広がってのびのびできて楽しく、グラビアも押せ押せムードだという[81][82][85]。ただ、マネージャーが現場に同行してこないことは大変であるが、自分でやり取りした方が安心なのでそんなに苦ではないという[3]。
- 水着については、600 - 700着ほど持っている[110]。自分のイメージと合うものでありながら同じ色や形だとファンが飽きてしまうことから、とにかく大量に購入してイベントの際にはバランスを見ながら考えているという[110]。
- 目標にしている芸能人は小嶋陽菜[3]。

## 出演
特記のないものはすべて「メイリ」名義。

### インターネット配信番組
- DTテレビ（2018年 - 2019年、AbemaTV）[127][128] - 不定期出演
- スピードワゴンの月曜 The NIGHT（2019年6月4日、AbemaTV）[129]

### テレビ番組
- ゴッドタン（2018年8月4日放送分、テレビ東京） - 大喜利企画「オオギリッシュNIGHT」に審査員の1人として登場[55][56]。
- ニンゲン観察バラエティ モニタリング（2019年9月19日放送分、TBS） - ドッキリ企画「もしも美女に『サンオイルを塗って』とお願いされたら…塗っちゃう？塗らない？」に仕掛け人の1人として登場[60][61][62]。
- 鎧美女（2021年7月29日放送分、フジテレビONE スポーツ・バラエティ） - 細川忠興の甲冑姿で登場[130][131]。

### 舞台
「水沢めい」名義
- 悪ノ娘〜凄艶のジェミニ〜（2010年1月27日 - 31日、AG-ONE/X-QUEST、東京芸術劇場）

「メイリ」名義
- アリスインプロジェクト「ダウト！国立公安女子校」（2012年10月25日 - 28日、博品館劇場）
- 劇団BOOGIE★WOOGIE「PIRATES OF THE DESERT」（2013年7月10日 - 15日、シアターグリーン）
- アクトレース（2013年10月19日 - 12月8日、SHIBUYAエンタメ☆ステージ）
- エアースタジオ「100℃っとハウス」（2015年6月6日 - 7日、アクアスタジオ）
- 第三水曜即興舞台「こんなはずじゃなかった。〜Guリーグバトル2〜」（2016年4月20日、しもきた空間リバティ）
- Greif4（2022年6月22日 - 26日、新宿スターフィールド）
- amp「篝火に浮かぶ鬼灯」（2022年8月4日 - 8日、コフレリオ新宿シアター）
- ザ・フィクション（2022年9月17日、RaBo、音部屋スクエア）

### 映画
- じょりく!（2020年7月31日公開、監督：大橋孝史）[71][72]
- とんかつDJアゲ太郎（2020年10月30日公開、監督：二宮健）[73][74]

### イベント
- KNOCK OUT CHAMPIONSHIP.1（2020年2月11日、ブシロードファイト、大田区総合体育館） ※青山ひかる、花咲れあ、真奈と共にラウンドガールとして登壇[67][68]。
- KNOCK OUT CHAMPIONSHIP.2（2020年9月13日、Def Fellow、後楽園ホール） ※青山ひかる、花咲れあ、真奈、山本ゆう、葉月あやと共にラウンドガールとして登壇[69][70]。

### その他
- パラレルパラダイス - 掲載誌『週刊ヤングマガジン』2018年32号の巻末グラビアにて、ヒロインのコスプレ姿を披露[133]。
- サマナーズウォー: Sky Arena - ゼロイチファミリアとのコラボレーションによるTwitterキャンペーンの限定サマナコスプレ動画に、同社所属として2019年7月14日から7月15日まで参加[134]。
- シノビマスター 閃乱カグラ NEW LINK - 2021年11月29日に生配信された4周年記念スペシャル特番に、アイキャッチ担当として参加[135]。

## 作品
特記のないものはすべて「メイリ」名義。

### イメージビデオ
※太字タイトルはBD版同時発売。
「水沢めい」名義
- メイぷるん★（2010年9月17日、竹書房）
- MELISH☆彡（2010年12月24日、グラッソ）

「メイリ」名義
- メイリが教えてあげる（2017年11月22日、イーネット・フロンティア）
- 愛のつづき（2018年2月23日、竹書房）
- Sweet Vacation（2018年5月20日、ラインコミュニケーションズ）
- ワガママなんだから♡（2018年8月31日、スパイスビジュアル）
- 僕のメイリ（2018年11月17日、双葉社）
- ひとりじめ（2019年2月25日、ギルド）
- ゆるふわメイリのスパルタレッスン（2019年11月22日、イーネット・フロンティア）
- メイリフェチ（2020年12月18日、イーネット・フロンティア）
- メイリとしたい8つのコト（2022年2月20日、ラインコミュニケーションズ）
- ナイショの願望（2022年5月27日、スパイスビジュアル）
- スクールラブ（2022年10月20日、ラインコミュニケーションズ）
- ミス・セクシャル（2023年2月28日、エアーコントロール）
- 貴方のものにして（2023年5月31日、スパイスビジュアル）
- イケナイオンナ（2023年8月20日、ラインコミュニケーションズ）
- メイリvs仮想エロス（2023年12月26日、エアーコントロール）
- 白くて柔らかい（2024年8月30日、竹書房）
- 夢魔の誘惑（2025年1月28日、エアーコントロール）

### VR
- apartment Days! メイリ トライアル版（2017年8月11日、ファンタスティカ）[158]
- apartment Days! メイリ act1（2017年8月25日、ファンタスティカ）[159]
- apartment Days! メイリ act2（2017年9月8日、ファンタスティカ）[160]
- メイリとは遠距離恋愛中だから久々に逢うとついキスとかしちゃうよね、そういう世界。（2019年7月5日、ファンタスティカ）[161]
- びしょ濡れのメイリと雨宿り。雨が止むまで二人きり、そんな世界。（2019年7月12日、ファンタスティカ）[162]
- マイ・ガールフレンド メイリ編 CH1（2020年3月20日、アスミック・エース）[163][注 20]
- マイ・ガールフレンド メイリ編 CH2（2020年3月20日、アスミック・エース）[166][注 20]
- メイリの柔らかな感触をボクはずっと忘れない、そういう世界。（2020年9月4日、ファンタスティカ）[167]
- メイリとの距離が近づくほどボクは元気を取り戻す、そんな世界。（2020年9月11日、ファンタスティカ）[168]
- メイリの素肌は想像よりずっと柔らかく温かいんだ、そういう世界。（2022年3月11日、ファンタスティカ）[169]
- メイリとボクの想いが重なり素肌を重ね合わせた放課後、そんな世界。（2022年4月1日、ファンタスティカ）[170]
- メイリ Digital Remaster Version 〜時間を超えて〜（2022年7月8日、ファンタスティカ）[171]

### デジタル写真集
「水沢めい」名義
- MEILISH（2012年11月19日、エスデジタル）

「メイリ」名義
- bed time eyes（2013年11月13日、デジタルブックファクトリー）
- 東京おでかけスナップ（2013年11月13日、デジタルブックファクトリー）
- バスルーム・エンジェル（2013年11月13日、デジタルブックファクトリー）
- マルチカラー 1（2019年1月17日、IDOL-UP）
- マルチカラー 2（2019年1月17日、IDOL-UP）
- マルチカラー 3（2019年1月24日、IDOL-UP）
- マルチカラー 4（2019年1月24日、IDOL-UP）
- マルチカラー 5（2019年1月24日、IDOL-UP）
- マルチカラー 6（2019年1月24日、IDOL-UP）
- マルチカラー 7（2019年1月24日、IDOL-UP）
- マルチカラー 8（2019年1月24日、IDOL-UP）
- Sweet Vacation（2018年6月29日、ラインコミュニケーションズ）
- いいなり新人OL（2018年7月1日、アイロゴス）
- Hole in one Fall in love（2018年7月20日、アイロゴス）
- ATTENTION PLEASE（2018年8月17日、アイロゴス）
- 赤裸々なワタシ（2018年9月1日、アイロゴス）
- 266枚+未公開カット50枚収録 メイリ BEST vol.1（2019年2月1日、アイロゴス）
- 秘密旅行（2019年7月27日、ギルド）
- 癒してあげる（2019年8月29日、ギルド）
- お待たせ（2019年10月8日、ギルド）
- White Angel（2021年12月18日、Amazon.co.jp）
- 彼女と官能的な時間（2022年2月3日、Amazon.co.jp）
- THE SELFIE BOOK メイリvol.1（2022年4月18日、Amazon.co.jp）
- ナイショの願望 Ver.1（2022年6月21日、スパイスビジュアル）
- ナイショの願望 Ver.2（2022年6月23日、スパイスビジュアル）
- Kiss You（2022年7月23日、エー・ビー・エンターテイメント）
- ママに甘えちゃお（2022年8月17日、Amazon.co.jp）
- 緊縛メイド（2022年8月17日、Amazon.co.jp）
- My Dr.（2022年11月2日、Amazon.co.jp）
- LOOK BOOK!（2023年2月10日、Amazon.co.jp）
- お許し下さい。（2023年4月13日、Amazon.co.jp）
- ご飯にする？お風呂にする？それとも・・・メイリ？（2023年4月30日、Amazon.co.jp）
- メイリの放課後（2023年6月2日、Amazon.co.jp）
- SUCCU BUNNY（2023年7月20日、Amazon.co.jp）
- 僕の前に突然現れたウサギに誘惑されて（2023年7月21日、Amazon.co.jp）
- 華艶（2023年9月22日、Aimistブックス）
- 白百合（2023年9月29日、プレステージ出版）
- ふわばに（2023年11月20日、Amazon.co.jp）
- 不埒な君（2023年12月8日、Aimistブックス）
- 艶美BODY（2023年12月24日）

### フォトブック
- MRCI MRCI（2021年6月17日、イマコレ）[75]

### 写真集
- まいにちメイリ（2022年8月29日、双葉社、ISBN 978-4-57-531740-4）[93][94]

### カレンダー
- 2023年版壁掛けカレンダー（2022年10月29日、わくわく製作所）[102][103]

### トレーディングカード
- 「メイリ」ファースト・トレーディングカード（2023年1月14日、ヒッツ）[105][106]

## モデル
- overE（エスティーム）[79][80]